# Laura Valenzuela

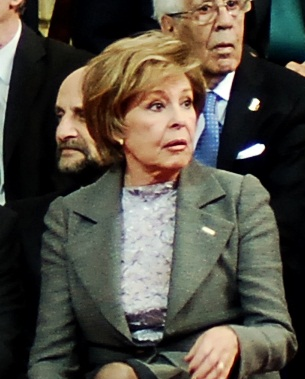
Laura Valenzuela (2012)

Laura Valenzuela, auch Laurita Valenzuela (eigentlich Rocío Espinosa López-Cepero; * 18. Februar 1931 in Sevilla; † 17. März 2023 in Madrid) war eine spanische Schauspielerin und Fernsehmoderatorin.

## Leben
Sie wirkte ab Mitte der 1950er Jahre in meist spanischen Spielfilmen verschiedener Sujets mit. So stand sie beispielsweise neben Alain Delon in Die schwarze Tulpe (1964) vor der Kamera. Ab 1968 war sie auch Fernsehmoderatorin, etwa als Gastgeberin des Eurovision Song Contest 1969 in Madrid. Nach einer längeren Pause betätigte sie sich ab 1990 erneut als Moderatorin, nun bevorzugt im Bereich Musik.
Sie starb am 17. März 2023 im Alter von 92 Jahren in Madrid.

## Filmografie (Auswahl)
- 1958: Hoch die Illusion (¡Viva lo imposible!)
- 1961: Ungezähmte Catherine (Madame Sans-Gêne)
- 1963: Las hijas de Helena
- 1964: Die schwarze Tulpe (La Tulipe noire)
- 1964: Cyrano und d’Artagnan (Cyrano et d'Artagnan)
- 1965: Ab heute wieder Niederschläge (Faites vos jeux, mesdames)
- 1966: Rembrandt 7 antwortet nicht
- 1971: Españolas en París